# Hollywood Kid eu saengae
Pour plus de détails, voir Fiche technique et Distribution.
Hollywood Kid eu saengae (헐리우드 키드의 생애) est un film sud-coréen réalisé par Jeong Ji-yeong, sorti en 1994.

## Synopsis
Im Byeong-seok est obsédé par le cinéma américain. Il donne à son ami réalisateur Yoon Myeong-gil un scénario pour qu'il en fasse un film. Yun commence le projet, mais se rend compte que la majorité du scénario est un plagiat.

## Fiche technique
- Titre : Hollywood Kid eu saengae
- Titre original : 헐리우드 키드의 생애
- Titre anglais : Life and Death of the Hollywood Kid
- Réalisation : Jeong Ji-yeong
- Scénario : Jeong Ji-yeong d'après le roman de Ahn Junghyo
- Musique : Shin Bung-ha
- Photographie : Shin Ok-hyun
- Montage :
- Production :
- Société de production :
- Pays de production :  Corée du Sud
- Genre : Drame
- Durée : 114 minutes
- Date de sortie : 
  - Corée du Sud : 30 juillet 1994

## Distribution
- Choi Min-soo : Im Byeong-seok « Hollywood Kid »
- Dokgo Young-jae : Yoon Myeong-gil
- Shin Hye-soo : Hyun-sook
- Yoon Soo-jin : So-mi
- Kim Hye-su
- Huh Joon-ho
- Hong Kyoung-in

## Distinctions
Le film a été nommé pour deux Blue Dragon Film Awards et a remporté celui de la meilleure photographie.